# Shorewood (Wisconsin)
Shorewood é uma aldeia localizada no estado norte-americano do Wisconsin, no Condado de Milwaukee.

## Geografia
De acordo com o United States Census Bureau, a aldeia tem uma área de 4,1 km², onde todos os 4,1 km² estão cobertos por terra.

### Localidades na vizinhança
O diagrama seguinte representa as localidades num raio de 12 km ao redor de Shorewood.

## Demografia
Segundo o censo nacional de 2010, a sua população é de 13 162 habitantes e sua densidade populacional é de 3 196,15 hab/km². É a localidade mais densamente povoada do Wisconsin. Possui 6 750 residências, que resulta em uma densidade de 1 639,11 residências/km².